# Deutsche Botschaft Warschau

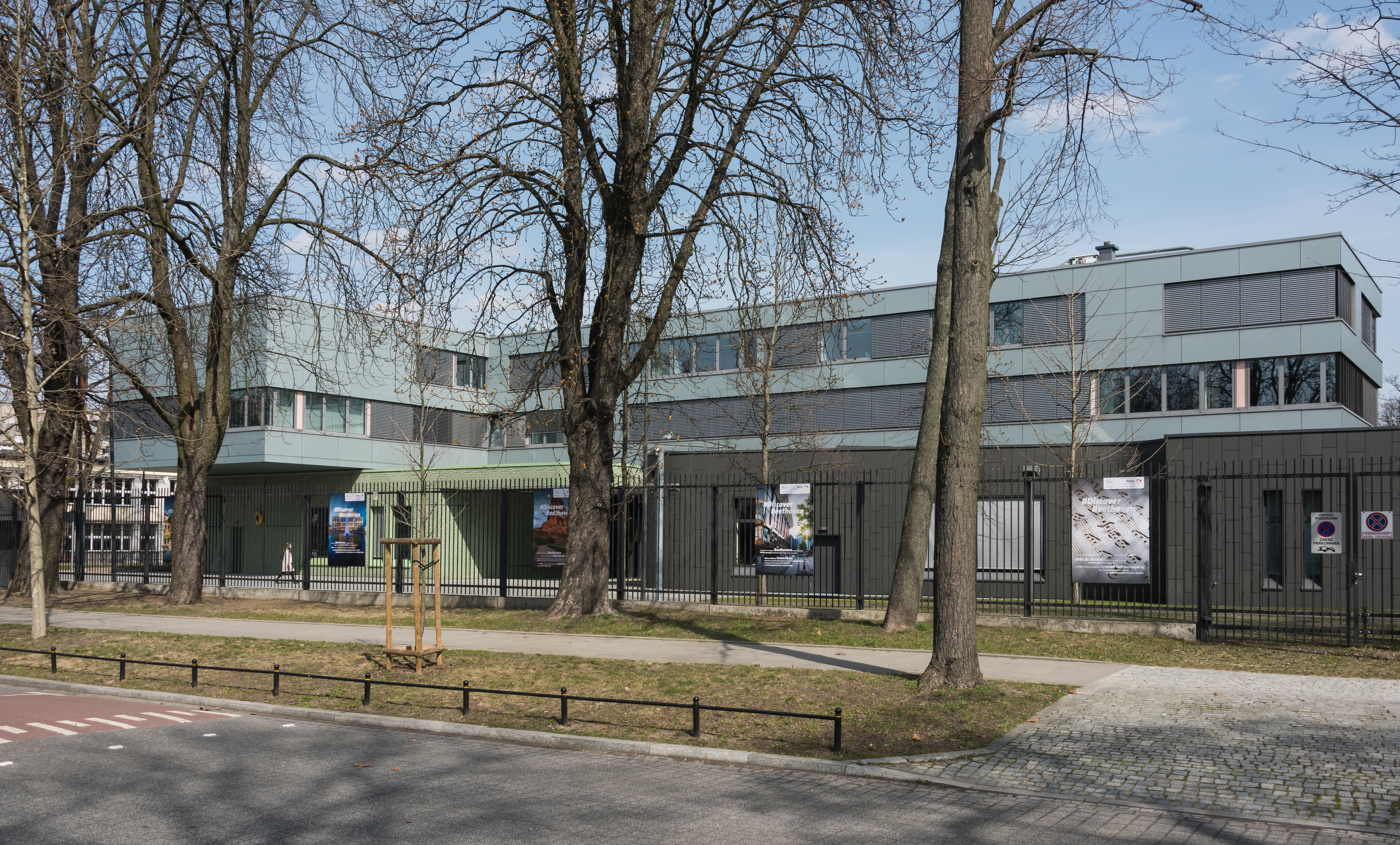
Deutsche Botschaft Warschau

Die Deutsche Botschaft Warschau ist die diplomatische Vertretung der Bundesrepublik Deutschland in der Republik Polen.

## Lage und Gebäude
Die Botschaft befindet sich wie viele andere ausländische Vertretungen im Stadtviertel Śródmieście Południowe der polnischen Hauptstadt Warschau auf einem 12.700 Quadratmeter großen Grundstück, welches 1997 durch die Bundesrepublik erworben wurde. Die Straßenadresse lautet: ul. Jazdów 154, 00-467 Warschau-Śródmieście.
Im Sommer 2005 wurde durch die Präsidenten beider Länder, Aleksander Kwaśniewski und Horst Köhler, der Grundstein für einen Botschaftsneubau gelegt. Die Pläne lieferte das Berliner Büro Holger Kleine Architekten, die Einweihung fand 2007 statt. Die Baukosten wurden mit 22 Millionen Euro angegeben.
Der Neubau umfasst die Kanzlei, die Räume des Konsularbereichs und die Residenz des Botschafters. Diese drei Funktionen wurden in einem Ensemble dreier Baukörper mit unterschiedlichen Fassaden abgebildet. Begrünte Wände, eine Exedra und eine große Dachterrasse verschränken Garten und Baulichkeiten.
Der Neubau stieß in der polnischen Tages- und Fachpresse auf eine sehr positive Resonanz. Die bis zu vier Geschosse hohen Gebäude haben eine Bruttogeschossfläche von circa 8500 Quadratmeter. Die Kanzlei wurde am 6. Oktober 2007 bezogen.
Als Kunst am Bau wurde ein Werk von Rainer Splitt reflecting pool (2007) und von Birgid Helmy das Werk Skaten installiert.

## Auftrag und Organisation
Die Botschaft Warschau hat den Auftrag, die deutsch-polnischen Beziehungen zu pflegen, die deutschen Interessen gegenüber der Regierung von Polen zu vertreten und die Bundesregierung über Entwicklungen in Polen zu unterrichten.
Die Botschaft gliedert sich in Referate für Politik, Wirtschaft, Kultur und Presse, Soziales sowie Wissenschaft und Forschung. Es besteht ein Militärattachéstab.
Das Referat für Rechts- und Konsularaufgaben der Botschaft bietet deutschen Staatsangehörigen alle konsularischen Dienstleistungen und Hilfe in Notfällen an. Es besteht ein telefonischer Rufbereitschaftsdienst. Der konsularische Amtsbezirk der Botschaft umfasst Polen mit Ausnahme der Woiwodschaften, für die (s. u.) Generalkonsulate zuständig sind. Die Visastelle der Botschaft erteilt Einreiseerlaubnisse für in Polen ansässige Staatsangehörige dritter Länder; die Visumserteilung liegt für ganz Polen bei der Botschaft, d. h. die Generalkonsulate erteilen keine Einreisegenehmigungen. Polnische Staatsangehörige genießen die Reisefreiheit innerhalb der Europäischen Union.
In Danzig (Amtsbezirk: Woiwodschaften Pommern, Ermland-Masuren, Kujawien-Pommern, Westpommern sowie aus der Woiwodschaft Großpolen die Kreise Kolmar, Scharnikau, Schneidemühl, Wongrowitz und Flatow), Krakau (Amtsbezirk: Woiwodschaften Heiligkreuz, Vorkarpaten und Kleinpolen) und Breslau (Amtsbezirk: Woiwodschaften Niederschlesien, Oppeln, Schlesien, Lebuser Land, Großpolen (außer den Landkreisen Flatow, Schneidemühl, Kolmar, Scharnikau und Wongrowitz)) bestehen Generalkonsulate, in Oppeln (Amtsbezirk: Woiwodschaften Oppeln und Schlesien) ein Konsulat.
Honorarkonsuln der Bundesrepublik Deutschland sind in Allenstein, Bromberg, Gleiwitz, Kielce, Lodz, Lublin, Posen, Rzeszów und Stettin bestellt und ansässig.

## Geschichte

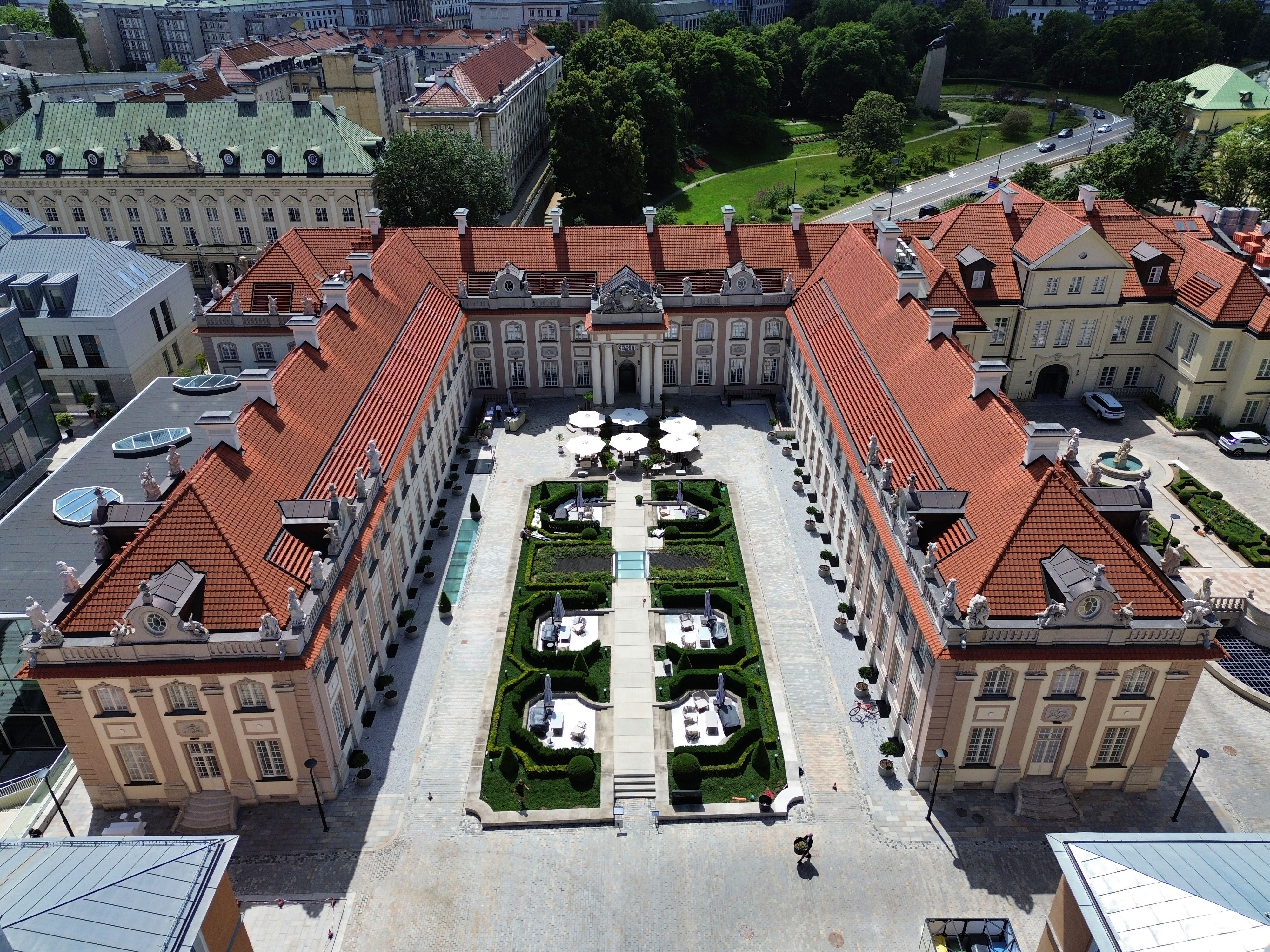
Branicki-Palast (Miodowa), ehemaliger Botschaftssitz

Nach der kurzlebigen Mission des nach der Novemberrevolution vom Vollzugsrat der Arbeiter- und Soldatenräte zum deutschen Missionschef in Warschau ernannten Harry Graf Kessler, die noch im Dezember 1918 scheiterte, unterhielt das Deutsche Reich ab 1921 eine dauerhafte Gesandtschaft in Warschau, die im Zuge der Annäherungen zwischen Hitler und Piłsudski nach dem deutsch-polnische Abkommen über Gewaltverzicht von 1934 zur Botschaft hochgestuft wurde und bis zum Überfall auf Polen 1939 bestand.
Die Bundesrepublik Deutschland gründete am 18. September 1963 eine Handelsvertretung, die am 14. September 1972 in eine Botschaft umgewandelt wurde.
Die DDR und die Volksrepublik Polen hatten am 18. Oktober 1949 diplomatische Beziehungen aufgenommen. Bis zum Beitritt der DDR zur Bundesrepublik Deutschland im Jahr 1990 residierten Botschafter im jeweils anderen Land.